# اودابراگاما
اودابراگاما (به لاتین: Udaberagama) یک منطقهٔ مسکونی در سری‌لانکا است که در استان جنوبی (سری‌لانکا) واقع شده‌است.